# Artikel 13 van het Europees Verdrag voor de Rechten van de Mens
Artikel 13 van het Europees Verdrag voor de Rechten van de Mens (EVRM) 
bevat het recht op een daadwerkelijk rechtsmiddel (Engels: effective remedy) voor een nationale instantie wegens beargumenteerbare schendingen van EVRM-rechten. 
Artikel 13 EVRM is subsidiair van aard en kan alleen in combinatie met een ander verdragsrecht ingeroepen worden. Het beoogt een zo effectief mogelijke bescherming tegen verdragsschendingen te bieden op nationaal niveau.

## Tekst
Artikel 13– Recht op een daadwerkelijk rechtsmiddel
Een ieder wiens rechten en vrijheden die in dit Verdrag zijn
vermeld, zijn geschonden, heeft recht op een daadwerkelijk
rechtsmiddel voor een nationale instantie, ook indien deze
schending is begaan door personen in de uitoefening van hun
ambtelijke functie.

## Inhoud van het recht
Het Europees Hof voor de Rechten van de Mens heeft in zijn rechtspraak diverse eisen geformuleerd waaraan een rechtsmiddel op grond van artikel 13 EVRM moet voldoen. Allereerst moet er een verdedigbare klacht (Engels: arguable claim) zijn dat een verdragsrecht geschonden is. Het vereiste is tweeledig: enerzijds hoeft niet reeds vast te staan dat de verdragsrechten van de verzoeker daadwerkelijk geschonden zijn; anderzijds moet het wel voldoende aannemelijk zijn dat er sprake is van een mogelijke schending.
Daarnaast eist het Hof een rechtsmiddel voor een nationale instantie (Engels: national authority); dit kan een instantie belast met de rechtspraak zijn maar dat hoeft niet. Wel wordt als eis gesteld dat het orgaan voldoende onafhankelijk is en dat zijn besluiten in beginsel bindend zijn. Het rechtsmiddel zelf moet in staat zijn om de verdragsschending te verhelpen en moet niet alleen in theorie maar in de praktijk een effectief rechtsmiddel zijn. Voor verzoekers moet het rechtsmiddel toegankelijk zijn en er mogen geen onredelijke voorwaarden gesteld worden om er een beroep op te doen. Het rechtsmiddel moet genoegdoening kunnen bieden en een redelijke kans van slagen hebben. Het is echter niet noodzakelijk dat het rechtsmiddel ook tot een voor de verzoeker gunstige uitkomst leidt.

## Jurisprudentie
- EHRM 26-10-2000, 30210/96, Kudla/Polen[5]

Artikel 1 · Artikel 2 · Artikel 3 · Artikel 4 · Artikel 5 · Artikel 6 · Artikel 7 · Artikel 8 · Artikel 9 · Artikel 10 · Artikel 11 · Artikel 12 · Artikel 13 · Artikel 14 · Artikel 15 · Artikel 16 · Artikel 17 · Artikel 18 · Protocollen